# 松風台 (横浜市)
松風台（まつかぜだい）は神奈川県横浜市青葉区の地名。「丁目」の設定のない単独町名である。住居表示未実施区域。

## 地理
横浜市青葉区南西部に位置する。東に青葉台、西に恩田町、南に榎が丘、北に桂台と接している。

### 地価
住宅地の地価は、2024年（令和6年）1月1日の公示地価によれば、松風台22番304の地点で30万4000円/m²となっている。

## 歴史

### 沿革
- 1967年（昭和42年）5月5日 - 土地区画整理事業（恩田第二）[6]に伴い、横浜市港北区恩田町の一部から、新たに松風台を設置[7]。
- 1969年（昭和44年）10月1日 - 港北区から緑区が分区。横浜市緑区松風台となる[8]。
- 1971年（昭和46年）3月26日 - 土地区画整理事業（恩田第四）[6]に伴い、恩田町の一部を編入する[9]。
- 1982年（昭和57年）1月10日 - 土地区画整理事業（恩田第五）[6]に伴い、恩田町の一部を編入する[10]。
- 1994年（平成6年）11月6日 - 港北区と緑区を再編し、青葉区と都筑区を新設。横浜市青葉区松風台となる[11]。

### 町名の変遷
| 実施後 | 実施年月日               | 実施前（各町名ともその一部） |
| ------ | ------------------------ | ---------------------------- |
| 松風台 | 1967年（昭和42年）5月5日 | 恩田町の一部                 |

## 世帯数と人口
2025年（令和7年）6月30日現在（横浜市発表）の世帯数と人口は以下の通りである。
| 町丁   | 世帯数    | 人口    |
| ------ | --------- | ------- |
| 松風台 | 2,543世帯 | 6,102人 |

### 人口の変遷
国勢調査による人口の推移。
| 年                 | 人口  |
| ------------------ | ----- |
| 1995年（平成7年）  | 3,917 |
| 2000年（平成12年） | 4,261 |
| 2005年（平成17年） | 5,614 |
| 2010年（平成22年） | 6,124 |
| 2015年（平成27年） | 6,164 |
| 2020年（令和2年）  | 6,323 |

### 世帯数の変遷
国勢調査による世帯数の推移。
| 年                 | 世帯数 |
| ------------------ | ------ |
| 1995年（平成7年）  | 1,406  |
| 2000年（平成12年） | 1,530  |
| 2005年（平成17年） | 1,872  |
| 2010年（平成22年） | 2,132  |
| 2015年（平成27年） | 2,201  |
| 2020年（令和2年）  | 2,444  |

## 学区
市立小・中学校に通う場合、学区は以下の通りとなる（2024年11月時点）。
| 番地                 | 小学校               | 中学校               |
| -------------------- | -------------------- | -------------------- |
| 1〜17番地 19〜28番地 | 横浜市立榎が丘小学校 | 横浜市立青葉台中学校 |
| 18番地 29〜48番地    | 横浜市立桂小学校     | 横浜市立奈良中学校   |

## 事業所
2021年（令和3年）現在の経済センサス調査による事業所数と従業員数は以下の通りである。
| 町丁   | 事業所数 | 従業員数 |
| ------ | -------- | -------- |
| 松風台 | 69事業所 | 445人    |

### 事業者数の変遷
経済センサスによる事業所数の推移。
| 年                 | 事業者数 |
| ------------------ | -------- |
| 2016年（平成28年） | 61       |
| 2021年（令和3年）  | 69       |

### 従業員数の変遷
経済センサスによる従業員数の推移。
| 年                 | 従業員数 |
| ------------------ | -------- |
| 2016年（平成28年） | 460      |
| 2021年（令和3年）  | 445      |

## 施設
- 松風台公園
- 松風台第二公園
- 松風台第三公園
- 松風台第四公園

## その他

### 日本郵便
- 郵便番号 : 227-0067[3]（集配局：青葉郵便局[21]）

### 警察
町内の警察の管轄区域は以下の通りである。
| 番・番地等 | 警察署     | 交番・駐在所   |
| ---------- | ---------- | -------------- |
| 全域       | 青葉警察署 | 青葉台駅前交番 |